# Vészhelyzet (12. évad)
Ez az oldal tartalmazza a Vészhelyzet tévésorozat 12. évadja epizódjainak listáját. Ezenfelül megtalálható a vetítés első időpontja az amerikai NBC csatornán.
| Epizód | Évad  | Premier              | Tartalom |
| ------ | ----- | -------------------- | --- |
| 246    | 12x1  | 2005. szeptember 22. | (Cañon City / Nyomás alatt): |
| 247    | 12x2  | 2005. szeptember 29. | (Nobody's Baby / Senki gyermeke): |
| 248    | 12x3  | 2005. október 6.     | 12. évad, 3. rész: Erőnek erejével, Amerikai filmsorozat, 2005.) Neela továbbra is kitartóan tartja a kapcsolatot Gallanttal, s úgy dönt, egy csomagot küld neki. Az osztály minden dolgozóját megkéri, hogy tegyen bele valamit, amit jónak lát. Sam Alex-szel együtt elköltözik, ami Kovačot olyannyira szíven üti, hogy hirtelenjében a munkahelyi viszonyt se tudja kezelni, és otthon is teljesen elhagyja magát. Az osztályon új főnővér lát munkához, méghozzá meglehetősen erélyes stílusban. |
| 249    | 12x4  | 2005. október 13.    | 12. évad, 4. rész: Derűre ború, Amerikai filmsorozat, 2005.) A tomboló vihar miatt megsokszorozódik a betegforgalom, ezért a hatékony összedolgozás most különösen felértékelődik. Eve kénytelen elismerni, hogy hibát követ el, ha Samet és Kovačot nem hagyja együtt dolgozni. Egy kismama látszólag az esős idő miatt szenvedett autóbalesetet, Neela azonban mást sejt a háttérben. Abby felajánlja a beteg Dubenkónak erkölcsi segítségét, ám a sebésznek más irányú igényei lennének, melyre Abby frappáns megoldást talál.                                                                                  |
| 250    | 12x5  | 2005. október 20.    | 12. évad, 5. rész: Ébredj, doki!, Amerikai filmsorozat, 2005.) Az osztályra új szakorvos érkezik. Már a belépője sem a megszokott, ám a stílusától és a megközelítési módjaitól mindenkinek leesik az álla. Kovač képtelen Sammel rendezni a kapcsolatát, és a munkába menekül. Önszorgalomból kezelésbe veszi lelkileg meggyötört Blaire-t, a kómából felébredt lányt. Ray nem is sejtette, hogy van olyan osztály, amely ennyire távol áll tőle. Szinte halálra unja magát a toxikológián, ezért mindent elkövet, hogy megint az osztályon forgolódhasson.                                                       |
| 251    | 12x6  | 2005. november 3.    | 12. évad, 6. rész: Húzások és választások, Amerikai filmsorozat, 2005.) Clemente szokványosnak aligha nevezhető módszerei megbotránkoztatják az egész osztályt. Legújabb őrült húzása, hogy Abbyvel és Neelával zárt ajtók mögött, teljes titokban látnak el egy különleges újszülöttet. Eve előléptetést ajánl Samnek, melynek keretében Sam első feladata az lenne, hogy kirúgja Haleh-t. Pratt életében eljött az a pillanat, amikor egyszer s mindenkorra rendeznie kell apjával való viszonyát. |
| 252    | 12x7  | 2005. november 10.   | 12. évad, 7. rész: Élő pajzs, Amerikai filmsorozat, 2005.) Kovač és Clemente egyre vadabb versengésbe kezd, aminek súlyos következményei lesznek. Abby a két szakorvos kereszttüzében segítség nélkül marad, így egy szerencsétlen sorsú kis beteg kicsúszik a kezükből. A kislány váratlan halála az egész osztályt megrázza. Rayt felkeresi Zoe apja. Neelában felcsillan a remény, hogy hamarosan találkozhat Gallantal, a hírek szerint ugyanis hamarosan hazaengedik Irakból. |
| 253    | 12x8  | 2005. november 17.   | 12. évad, 8. rész: Két hajóban evezünk, Amerikai filmsorozat, 2005.) Rengeteg áldozatot követelő légi baleset történik. A katasztrófa nagy összefogást kíván az egész teamtől. Kovač és Clemente véget nem érő vitái, és rivalizálása azonban csak hátráltatja a helyzetet. Neela éppen mentőzik, amikor az eset történik, ezért a helyszínen kénytelen helytállni. A szerencsétlenség feszült légkörében sorra halmozza a bravúrokat, miközben saját testi épségét sem kímélve, szinte önkívületben dolgozik. Az osztályon a nővérhiányt Sam úgy oldja meg, hogy visszahívja Haleh-t.                             |
| 254    | 12x9  | 2005. december 1.    | 12. évad, 9. rész: A boldogító igen, Amerikai filmsorozat, 2005.) Gallant megkéri Neela kezét, és az elsöprő érzelmek viharában úgy döntenek, hogy még aznap egybekelnek. Az esküvő nem éppen szokványos, de hivatalos és érzelmi funkcióját azért remekül betölti. Kovač és Clemente minden közös esetnél összeütközésbe kerül, de már mind a ketten érzik, hogy ezt előbb-utóbb rendezniük kell. Kovač azonban nemcsak szakmai téren kell rendezni a dolgait. Magánéletében pozitív változás áll be, amikor Abbyvel ismét egymásra találnak.                                                                     |
| 255    | 12x10 | 2005. december 8.    | 12. évad, 10. rész: Micsoda szenteste!, Amerikai filmsorozat, 2005.) Kovač hosszú idő után először érkezik feldobott hangulatban, és máris ajándékosztással kezdi első műszakját osztályvezetőként. Ám ez a nap sem szűkölködik eseményekben és ahogy az lenni szokott, ezúttal sem a legfelemelőbb meglepetések érik a team tagjait. A kimerítő nap után azért összegyűlik a csapat és a meghitt ünnepség keretében lazítanak egy kicsit. Kovačra ezen az estén még vár egy váratlan fordulat, Abbytől ugyanis nem mindennapi ajándékot kap.                                                                      |
| 256    | 12x11 | 2006. január 5.      | 12. évad, 11. rész: Most vagy soha, Amerikai filmsorozat, 2006.) Abby nehéz döntés előtt áll, hosszasan őrlődik, hogy megtartsa-e a gyereket, akit Kovačtól vár. Kovač szintén nehéz helyzetben van, mert ő szeretné a gyereket, de tudja, hogy Abbyé a döntés. Clemente űzött vadként cikázik a rendőrök és Jodie közt. Ray Los Angelesbe szeretne menni a zenekarával egy lemezfelvételre, de ehhez hiába kér szabadságot. |
| 257    | 12x12 | 2006. január 12.     | 12. évad, 12. rész: Fordítsd oda a másik orcádat is!, Amerikai filmsorozat, 2006.) Mivel Clementének nyoma veszett, szakorvos hiányában jobb híján Dubenko tartja a frontot a sürgősségin. Neelát felvették a sebészetre, de öröme nem lehet teljes, mert még aznap arculcsapásként éri a hír, hogy Gallant vissza akar menni Irakba. Zoe összeverve érkezik a kórházba, és Ray segítségét kéri, aki kimenekíti őt brutális apja karmaiból. Abbyék megkezdik a készülődést a babájuk fogadására. |
| 258    | 12x13 | 2006. február 2.     | 12. évad, 13. rész: Test és lélek, Amerikai filmsorozat, 2006.) Az orvosi egyetem egyik nagyon ismert és népszerű tanára súlyos betegségben szenved, melynek folyamán leépül az izomzata és egyre képtelenebbé válik az önellátásra. Bár a technika minden vívmányát bevetették, hogy minél tovább minőségi életet élhessen, mégis elérkezik egy ponthoz, mikor maga a túlélés is kérdésessé válik. Ekkor a megoldás részben ugyan szakmai, de sokkal inkább emberi és ez nemcsak a betegnek, de az őt gondozóknak is kihívást jelent.                                                                             |
| 259    | 12x14 | 2006. február 9.     | 12. évad, 14. rész: Ássuk ki a csatabárdot!, Amerikai filmsorozat, 2006.) Morris nagy csatát vív Albrighttal, melynek vannak szakmai, tekintélybeli és emberi vonatkozásai is. Ray hajléktalan betegéről kiderül, hogy nagynevű zenész volt egykor. Clemente vígan hancúrozik barátnőjével, mikor váratlanul megjelenik Jodie féltékeny férje. Jodie kórházba, Clemente pedig nagy bajba kerül. A világ egyik leghosszabb életű kórházi sorozata újra a képernyőn! |
| 260    | 12x15 | 2006. március 2.     | 12. évad, 15. rész: Carter doktor tévedése, Amerikai filmsorozat, 2006.) Carter Szudánban dolgozik, egy menekülttáborban, ahol idegenül mozog a számára ismeretlen élethelyzetben lévők között. Így merő jó szándékból ugyan, de tudatlansága miatt nagy hibát követ el, és hiába akarja helyrehozni, ez már nem sikerül. Elgázolt fiút hoznak az osztályra, akiről kiderül, hogy Pratt barátja gázolta el, ittasan. |
| 261    | 12x16 | 2006. március 16.    | 12. évad, 16. rész: Borotvaélen, Amerikai filmsorozat, 2006.) Weaver görcsösen ellenáll az egyre sürgetőbb csípő műtétnek, és mindent megtesz, hogy ne kelljen kés alá feküdnie. Neela egy katonafeleségek számára rendezett esten rájön, hogy nagyon nem illik abba a társadalmi körbe, amelybe Gallanttal való spontán házassága révén belecsöppent. Sam egy betegétől mesébe illő ajánlatot kap. Pratt bevall Kovačnak egy olyan szakmai hibát, amire az egész karrierje rámehet. Kovač ideiglenesen szabadságra küldi, hogy mindketten átgondolhassák az esetet, és levonhassák a szükséges következtetéseket. |
| 262    | 12x17 | 2006. március 23.    | 12. évad, 17. rész: Próbálj meg lazítani!, Amerikai filmsorozat, 2006.) Neela egy szörnyen balul sikerült, fárasztó konferencia után feldúltan vánszorog haza, és az este folyamán kiderül, hogy igazán csak Ray társaságában tud kikapcsolni és lazítani. Kovač hiába győzködi Abbyt, hogy születendő babájukat kereszteljék majd meg, Abbynek megrázó munkahelyi tapasztalatok kellenek ahhoz, hogy feloldódjon az ellenállása. Clemente visszatér ugyan a kórházba, de nemigen találja kollégái közt a helyét.                                                                                                  |
| 263    | 12x18 | 2006. március 30.    | 12. évad, 18. rész: Páratlan párok, Amerikai filmsorozat, 2006.) Samnek anyagi értelemben azonnali megoldást jelent újdonsült mellékállása, mégis nehezen találja helyét az új környezetben. Gallant szülei meglátogatják Neelát, és az előzetes várakozásokkal ellentétben igen nyitottan és őszintén fordulnak felé. Gallant édesanyja elgondolkodtató tapasztalatokat oszt meg Neelával. Kovač segítséget ígért Carternek Afrikában, de Abby nagyon rossz néven veszi terveit, ezért Kovač olyan megoldást keres, amivel több legyet is üthet egy csapásra.                                                     |
| 264    | 12x19 | 2006. április 27.    | 12. évad, 19. rész: Nincs menekvés, Amerikai filmsorozat, 2006.) Morris végre hősiesen felveszi a harcot Albrighttal és ezért nem marad el a jutalma. Abby azért küzd, hogy egy tizenkét éves kislány és beteg nagymamája családként együtt maradhasson. Weaver mankó nélkül tér vissza az osztályra, amit egyelőre senki sem vesz észre. Clemente rettegésben él, de hiába keres támaszt fűnél-fánál. Sam páciensként látja viszont fia apját, akiről kiderül, hogy a látszat ellenére nem tetteti magát. |
| 265    | 12x20 | 2006. május 4.       | 12. évad, 20. rész: Veszedelmes szenvedély, Amerikai filmsorozat, 2006.) A dumtalai tábor egyik tekintélyes vezetőjét életveszélyes lövés éri és miközben Carterék ellátják, a rendőrség elhurcolja a férfit. A felesége eközben vajúdni kezd és igen nehéz körülmények közt világra hozza gyermeküket, ám súlyos vérzés lép fel nála. Az orvos csapat teljes mellbedobással dolgozik mindkettejük megmentésén. Pratt mind orvosilag, mind emberileg szenvedélyesen kiveszi a részét, pedig a vállalkozás számára sem veszélytelen.                                                                                |
| 266    | 12x21 | 2006. május 11.      | 12. évad, 21. rész: Öröm és döbbenet, Amerikai filmsorozat, 2006.) Neela egyszerre kap hideget, meleget, mikor nagy örömére sebész rezidensi álláshoz jut, viszont percekkel később gyászhírt közölnek vele a hadsereg képviselői. Clemente mindenki megrökönyödésére magából kifordulva pörög az osztályon. Pratt visszatérésében nincs sok köszönet, mikor szembesül azzal, hogy Chicagóban is zajlanak akkora drámák, mint Afrikában. |
| 267    | 12x22 | 2006. május 18.      | 12. évad, 22. rész: Búcsú a fegyverektől, Amerikai filmsorozat, 2006.) Neela nemigen tudja, hogyan kezelje a Gallant halálával kialakult helyzetet, és csak Pratt segítségével tud megbirkózni vele valahogy. Clemente távozásával, és a személyes problémák miatt sorra kidőlő orvosokkal egyre nehezebbé válik a betegellátás az osztályon. A kórház vezetése számon kéri Weaveren a Clemente-ügyet, ő pedig Kovačra hárítja a felelősséget. Steve és cellatársa a kórházon keresztül szervezik meg szökésüket, de az agyafúrt terv tragédiához vezet.                                                           |